# Апология
Аполо́гия (от др.-греч. ἀπολογία «оправдание») — речь, письмо, сочинение или текст, направленные на защиту чего- или кого-либо. Предполагается, что объект апологии подвергается внешним нападкам.
В настоящее время слово «апология» означает чрезмерное восхваление чего-нибудь или кого-нибудь, защиту (обычно предвзятую).

## Право и философия Древней Греции
Изначально, в древнегреческом праве, апология — это защитительная речь на суде. Например, одноимённые сочинения «Апология Сократа» у Платона и у Ксенофонта представляют собой два варианта защитительной речи Сократа. Известны также «Апология» Апулея (тот защищался от обвинений в колдовстве) и апологии ритора Либания.

## Христианство
Под апологией в христианстве понимается защита христианской веры от внешних нападок. В широком смысле так называется любой текст, защищающий христианство, в узком — текст раннего христианства. Автор апологии называется апологетом (апологистом), а наука о защите (искусство защиты) христианской религии — апологетикой.

### Раннее христианство
В ранней христианской литературе известно множество апологетических произведений, защищающих христианство и направленных против его гонителей. Такие сочинения в современных историко-церковных текстах называются апологиями, а зачастую они и прямо имели это название. Апологетами называются прежде всего раннехристианские писатели, главным образом II—III веков.
Апологии (и апологеты) различаются по языку, на котором написаны
| Восточные апологеты (Греческие апологеты) | Западные апологеты (латинские апологеты) |
| --- | ---------------------------------------- |
| - Кодрат Афинский - Аристид Афинский - Юстин Мученик - Татиан - Афинагор Афинский - Феофил Антиохийский - Мелитон Сардский - Аристон Пелльский - Климент Александрийский - Ориген | - Тертуллиан - Минуций Феликс            |

Последним апологетом был Феодорит Киррский (V век).

#### Апологии, обращённые к римским властям
Содержание и форма апологий зависела от того, какой аспект христианского учения подвергался нападкам и с чьей стороны. Первым преследователем христианства была языческая древнеримская государственная власть, и поэтому первые апологии в начале II века имели форму политической публицистики (политических трактатов), обращенных к римским императорам и правителям.
К ним обращались апологеты:
- Аристид Афинский
- Кодрат
- Мелитон Сардский
- Клавдий Аполлинарий, еп. Иерапольский
- Юстин Мученик
- Афинагор

#### Полемика против иудеев
Спустя какое-то время авторы апологий стали обращать их против полемических сочинений иудеев и язычников. Исходным пунктом антииудейской полемики служил признаваемый обеими сторонами Ветхий Завет. С опорой на него доказывался тезис: Иисус Христос действительно был обещанным в ветхозаветных пророчествах Мессией.
Против иудеев написаны следующие апологии:
- Юстин Мученик. Диалог против Трифона (лат. Dialogus contra Tryphonem).
- Тертуллиан. Против иудеев. (лат. Adversus Judaeos)
- Аристон из Пеллы. Диалог Паписка и Иасона (не сохранилась)

#### Полемика против античной религии и философии
Борьба с античным язычеством и античной философией была одной из главных целей раннехристианской апологетики. Вначале христиане защищались от обвинений в атеизме (отказе от почитания богов), безнравственности и отказе от подчинения государству. Затем апологии переходят от защиты к обвинению противной стороны (язычества). Они начинают доказывать бессилие языческих богов, безнравственность содержания античной мифологии, безнравственность культа античной религии, противоречивость философских учений.
Из чего делается вывод о превосходстве христианской религии перед античной религией и философией:
одно только христианство обладает истиной, то есть знанием исключительно истинного Бога и предписывает служение Богу, которое только и ведёт к спасению.
Апологии антиязыческой направленности:
- Минуций Феликс. Октавий (лат. Octavius).
- Тертуллиан. Апологетик (лат. Apologeticus).
- Тертуллиан. К язычникам (лат. Ad nationes)
- Киприан De idolorum vanitate.
- Татиан
- Феофил Антиохийский
- Арнобий

Некоторые апологеты защищают христианство от определённых философских учений:
- Ориген. Против Цельса восемь книг (лат. Contra Celsum). — Ориген в этом сочинении опровергает материализм.
- Тертуллиан. О душе (лат. De anima). — В этом сочинении Тертулиан обосновывал учение о душе, опираясь на общий всем людям опыт сознания и его необходимые проявления.

В апологетических текстах были заложены основы христианского богословия, в частности Феофил Антиохийский и Тертуллиан ввели термин «Троица».
После того, как христианство победило языческую религию и переработало античную философию и в IV веке стало государственной религией, апологетическая литература постепенно исчезла за ненадобностью. Место апологетических сочинений заняли полемические (например, полемика против ересей).

### Средние века
В условиях полного господства христианства в Западной Европе на протяжении эпохи средневековой схоластики защита против внешнего противника была не нужна. Тем не менее термин, «апология» применяется к текстам, направленным против ислама и иудаизма (их было немного). Равным образом он применяется и к большой группе текстов, целью которых была борьба с ересями (хотя, опять-таки, это были преимущественно полемические сочинения).

### Возрождение и Реформация
В эпоху Возрождения апологетические тексты защищали христианскую веру от гуманистического интереса к античной культуре и, в частности от тенденции к возрождению античного язычества. Примеры:
- Марсилио Фичино. О христианской религии. (лат. De religione christiana, 1474).
- Хуан Луис Вивес (Людовик Вивес). Об истине христианской веры (лат. De veritate fidei christianae, 1543).

В период Реформации апологетика отошла на второй план, поскольку наибольшее значение имели полемические и догматические сочинения. Апологии в этот период, как правило, представляли собой защиту того или иного исповедания.

### XVII—XVIII века
Из христианских апологий XVII века наиболее важны следующие:
- Гуго Гроций. Об истинности христианской религии (лат. De veritate religionis christianae, 1627). — Сочинение было предназначено для укрепления в религии моряков, находящихся в языческих странах, и ограничивалось изложением общих основ христианства, не затрагивая догматику.
- Блез Паскаль. Мысли о религии (фр. Pensées sur la réligion, 1669). — Книга соединяла доказательства, основанные на пророчествах и чудесах с доказательствами, вытекающими из внутреннего чувства. Изложение было фрагментарным. Текст признаётся одним из значимых текстов философии Нового времени.

Большое количество апологетических текстов было создано в период с середины XVII по конец XVIII века для борьбы с религиозной философией деизма, который выдвигал идею естественной религии и отвергал сверхъестественные основания религии, характерные для христианства. Наибольшее влияние деизм имел в Великобритании, Франции и Германии: соответственно, апологии писались именно в этих странах.
Наиболее известны апологеты:
- Битлер Аналогия религии естественной и религии откровения. (англ. The analogy of religion natural and revealed, 1736)
- Ларднер.
- Леланд.
- Аддисон.
- Тюрротен. Трактат об истинности христианской религии (фр. Traité de la vérité de la religion chrétienne)
- Боннэ
- Пфафф
- Мосгейм
- Зак
- Иерузалем. Рассуждения о высших истинах религии (нем. Betrachtungen über die vornehmsten Wahrheiten der Religion, 1768).
- Нессельт
- Лилиенталь.

Одни апологеты христианства пытались доказать, что божественное откровение сверхъестественно и непостижимо для разума, другие, — что требования разума соглашаются с учением и нравственными принципами христианства.

### Первая половинаXIX века
- Шатобриан Ф. Р. де. Апология христианства.
- Чаадаев П. Я.. Апология сумасшедшего.

### ПротестантизмXIX века
Содержание протестантских апологий второй половины XIX века определяла полемика вокруг натурализма.
Рационалистическое направление в апологетике стремилось, с одной стороны, путём исследования человеческого духа найти психологическое доказательство тому, что религия основана на духовной потребности, заложенной в человеческой природе, что она необходима человеку, а с другой — из истории религии вывести заключение, что только христианство в полной мере отвечает потребности. Соответственно, рационалистическая апологетика, стремясь не противоречить научной картине мира, отрицала сверхъестественное (чудеса и откровение).
К этому направлению принадлежали религиозно-философские и догматические сочинения Липсиуса, Пфлейдерера и других. Ту же точку зрения выражали многие полемические сочинения, направленные против известных текстов Д. Ф. Штрауса «Старая и новая вера» (Der alte und der neue Glaube. Leipzig, 1872; 10. Aufl. Bonn, 1879) и Эдуарда фон Гартмана «Саморазложение христианства» (Die Selbstzersetzung des Christenthums. B., 1874).
В полемике против натурализма возник супранатурализм, который ставил себе цель защитить некоторые самые важные пункты вероучения: сверхъестественный характер откровения и догматы, которые можно вывести только из него (именно они критиковались больше всего). К их числу относились: чудеса, личность Бога, божественность Иисуса Христа, Его воплощение, истинность евангельского предания. Апологеты супранатуралистического направления опирались на психологические (точнее, эпистемологические) и исторические доводы. К психологическим доводам относилось утверждение, что недостаточность естественного человеческого знания необходимо должно быть дополнено божественным откровением, к историческим, — что христианство доказывает существование этого откровения чудесами, пророчествами, своим началом и постоянным развитием, внутренней правдой и нравственным влиянием своего учения.
Апологии этого направления:
- Лютгардт. Апологетические доклады об основных истинах христианской веры (нем. Apologetische Vorträge über die Grundwahrheiten des Christenthums. 9. Aufl. Leipzig, 1878).
- Баумштарк. Христианская апологетика на антропологическом основании (нем. Christliche Apologetik auf antropologische Grundlage. 2 Bde. Frankfurt a. M., 1872-79).
- Эбрард. Апологетика. (нем. Apologetik. 2 Bde. Гютерсло, 1874-75).